# Lacrabe
Lacrabe is een gemeente in het Franse departement Landes (regio Nouvelle-Aquitaine) en telt 216 inwoners (2004). De plaats maakt deel uit van het arrondissement Mont-de-Marsan.

## Geografie
De oppervlakte van Lacrabe bedraagt 6,3 km², de bevolkingsdichtheid is 34,3 inwoners per km².
De onderstaande kaart toont de ligging van Lacrabe met de belangrijkste infrastructuur en aangrenzende gemeenten.

## Demografie
Onderstaande figuur toont het verloop van het inwonertal (bron: INSEE-tellingen).